# Abedalá ibne Abedal Motalibe
Abedalá ibne Abedal Motalibe (em árabe: عبدالله بن عبد المطلب; romaniz.: Abd-Allah ibn Abd al-Muṭṭalib; Meca, 545 – 570), foi o pai de Maomé. Era filho de Abedal Motalibe, guarda da Caaba, e marido de Amina binte Uabe, que lhe deu seu único filho. Morreu em uma viagem de caravana entre Medina e Meca, de uma doença desconhecida, com a idade de vinte e cinco anos.
Seu nome completo, inclui o termo "Abedalá", que significa "servo de Deus".